# Alberto di Sassonia-Teschen
Principe Alberto Casimiro Augusto Ignazio Pio Francesco Saverio di Sassonia, duca di Teschen (Moritzburg, 11 luglio 1738 – Vienna, 10 febbraio 1822), è stato un principe tedesco membro della casata di Wettin e marito dell'arciduchessa Maria Cristina d'Austria, con la quale governò il Ducato di Teschen e i Paesi Bassi Austriaci.

## Biografia
Ultimo figlio di Federico Augusto II di Sassonia, Principe Elettore di Sassonia e re di Polonia con il nome di Augusto III, e di Maria Giuseppa, arciduchessa d'Austria (1699 – 1757), sposò nel 1765 Maria Cristina d'Asburgo-Lorena (1742 – 1798), figlia di Maria Teresa d'Austria. Con il matrimonio acquisì anche il titolo di Duca di Teschen. Dal 1765 al 1780 fu Governatore d'Ungheria e successivamente (1780 – 1793) Governatore dei Paesi Bassi austriaci a Bruxelles, ove fece costruire il castello di Laeken. Dovette affrontare e reprimere i disordini provocati dall'avanzata delle truppe della Francia rivoluzionaria. Il 6 novembre 1792 fu sconfitto a Jemappes dal generale francese Charles François Dumouriez. Nel 1793, all'avanzata delle truppe di invasione francesi, resa possibile dalla sconfitta di Jemappes, lasciò il governatorato al figlio adottivo Carlo d'Asburgo-Teschen e il comando delle truppe al Conte di Clerfait e si ritirò con la moglie a Vienna, dove per la coppia fu ristrutturato da Louis Montoyer il castello di Emanuel Teles de Silva.
Abbandonata ogni attività politica, Alberto si dedicò alle sue collezioni di arte, già iniziate dai tempi in cui era stato Governatore d'Ungheria e proseguite a Bruxelles. Furono recuperate solo due terzi delle collezioni che vennero trasferite nella città di Vienna, essendo affondata la nave da trasporto sulla quale era stata imbarcata una parte delle stesse.
Il matrimonio di Alberto fu uno dei rari matrimoni d'amore nelle corti europee. Infatti Maria Teresa lasciò eccezionalmente la figlia Maria Cristina libera di scegliersi il marito, fatto contrario alle usanze delle nobiltà di allora, quando i matrimoni erano decisi dai genitori in base a considerazioni di politica familiare o estera. Si trattò in effetti di un matrimonio felice e alla morte della moglie Alberto fece erigere da Antonio Canova un monumento funebre nella Chiesa di Sant'Agostino, facente parte del complesso dello Hofburg in Vienna. La coppia è tumulata nella cripta imperiale della città.
Il matrimonio non fu allietato da figli ed Alberto e Maria Cristina adottarono l'arciduca d'Austria Carlo (1771–1847), terzo figlio dell'imperatore Leopoldo II, altrimenti destinato alla carriera ecclesiastica. A lui lasciarono in eredità, oltre al nome del casato dei Teschen, le numerose collezioni d'arte.
Alberto di Sassonia-Teschen fu, a partire dal 1764, membro della Loggia Zu den drei Schwertern und Asträa zur grünenden Raute di Dresda e appartenne alla "Stretta Osservanza Templare" con il nome d'Ordine di Eques a Tribus Stellis Coronati, fu protettore dei massoni di Praga e di Vienna, dove diverse logge furono intestate al suo nome.

## Ascendenza
|                                              |                      |                                           | Genitori                                |  |  | Nonni |  |  | Bisnonni                         |  |  | Trisnonni                       |  |
|                                              |                      |                                           |                                         |  |  |       |  |  | Giovanni Giorgio III di Sassonia |  |  | Giovanni Giorgio II di Sassonia |  |
|                                              |                      |                                           |                                         |  |  |       |  |  | Giovanni Giorgio III di Sassonia |  |  | Giovanni Giorgio II di Sassonia |  |
|                                              |                      | Maddalena Sibilla di Brandeburgo-Bayreuth |                                         |  |  |       |  |  | Giovanni Giorgio III di Sassonia |  |  |                                 |  |
| Augusto II di Polonia                        |                      |                                           |                                         |  |  |       |  |  | Giovanni Giorgio III di Sassonia |  |  |                                 |  |
|                                              |                      | Anna Sofia di Danimarca                   | Federico III di Danimarca               |  |  |       |  |  |                                  |  |  |                                 |  |
|                                              |                      | Anna Sofia di Danimarca                   | Federico III di Danimarca               |  |  |       |  |  |                                  |  |  |                                 |  |
|                                              |                      | Anna Sofia di Danimarca                   | Sofia Amalia di Brunswick-Lüneburg      |  |  |       |  |  |                                  |  |  |                                 |  |
| Augusto III di Polonia                       |                      | Anna Sofia di Danimarca                   |                                         |  |  |       |  |  |                                  |  |  |                                 |  |
|                                              |                      | Cristiano Ernesto di Brandeburgo-Bayreuth | Ermanno Augusto di Brandeburgo-Bayreuth |  |  |       |  |  |                                  |  |  |                                 |  |
|                                              |                      | Cristiano Ernesto di Brandeburgo-Bayreuth | Ermanno Augusto di Brandeburgo-Bayreuth |  |  |       |  |  |                                  |  |  |                                 |  |
|                                              |                      | Cristiano Ernesto di Brandeburgo-Bayreuth | Sofia di Brandeburgo-Ansbach            |  |  |       |  |  |                                  |  |  |                                 |  |
| Cristiana Eberardina di Brandeburgo-Bayreuth |                      | Cristiano Ernesto di Brandeburgo-Bayreuth |                                         |  |  |       |  |  |                                  |  |  |                                 |  |
|                                              |                      | Sofia Luisa di Württemberg                | Eberardo III di Württemberg             |  |  |       |  |  |                                  |  |  |                                 |  |
|                                              |                      | Sofia Luisa di Württemberg                | Eberardo III di Württemberg             |  |  |       |  |  |                                  |  |  |                                 |  |
|                                              |                      | Sofia Luisa di Württemberg                | Anna Caterina Dorotea di Salm-Kyrburg   |  |  |       |  |  |                                  |  |  |                                 |  |
| Alberto di Sassonia-Teschen                  |                      | Sofia Luisa di Württemberg                |                                         |  |  |       |  |  |                                  |  |  |                                 |  |
|                                              | Leopoldo I d'Asburgo | Ferdinando III d'Asburgo                  |                                         |  |  |       |  |  |                                  |  |  |                                 |  |
|                                              | Leopoldo I d'Asburgo | Ferdinando III d'Asburgo                  |                                         |  |  |       |  |  |                                  |  |  |                                 |  |
|                                              | Leopoldo I d'Asburgo | Maria Anna d'Asburgo                      |                                         |  |  |       |  |  |                                  |  |  |                                 |  |
| Giuseppe I d'Asburgo                         | Leopoldo I d'Asburgo |                                           |                                         |  |  |       |  |  |                                  |  |  |                                 |  |
|                                              |                      | Eleonora del Palatinato-Neuburg           | Filippo Guglielmo del Palatinato        |  |  |       |  |  |                                  |  |  |                                 |  |
|                                              |                      | Eleonora del Palatinato-Neuburg           | Filippo Guglielmo del Palatinato        |  |  |       |  |  |                                  |  |  |                                 |  |
|                                              |                      | Eleonora del Palatinato-Neuburg           | Elisabetta Amalia d'Assia-Darmstadt     |  |  |       |  |  |                                  |  |  |                                 |  |
| Maria Giuseppa d'Austria                     |                      | Eleonora del Palatinato-Neuburg           |                                         |  |  |       |  |  |                                  |  |  |                                 |  |
|                                              |                      | Giovanni Federico di Brunswick-Lüneburg   | Giorgio di Brunswick-Lüneburg           |  |  |       |  |  |                                  |  |  |                                 |  |
|                                              |                      | Giovanni Federico di Brunswick-Lüneburg   | Giorgio di Brunswick-Lüneburg           |  |  |       |  |  |                                  |  |  |                                 |  |
|                                              |                      | Giovanni Federico di Brunswick-Lüneburg   | Anna Eleonora d'Assia-Darmstadt         |  |  |       |  |  |                                  |  |  |                                 |  |
| Guglielmina Amalia di Brunswick-Lüneburg     |                      | Giovanni Federico di Brunswick-Lüneburg   |                                         |  |  |       |  |  |                                  |  |  |                                 |  |
|                                              |                      | Benedetta Enrichetta del Palatinato       | Edoardo del Palatinato-Simmern          |  |  |       |  |  |                                  |  |  |                                 |  |
|                                              |                      | Benedetta Enrichetta del Palatinato       | Edoardo del Palatinato-Simmern          |  |  |       |  |  |                                  |  |  |                                 |  |
|                                              |                      | Benedetta Enrichetta del Palatinato       | Anna Maria di Gonzaga-Nevers            |  |  |       |  |  |                                  |  |  |                                 |  |
|                                              |                      | Benedetta Enrichetta del Palatinato       |                                         |  |  |       |  |  |                                  |  |  |                                 |  |